# Thisbé (Béotie)
Pour les articles homonymes, voir Thisbé.
Thisbé est une ancienne cité grecque de Béotie, située au pied du mont Hélicon. Elle a donné son nom au XXe siècle à un village et à une municipalité modernes, appartenant depuis 2010 à la municipalité de Thèbes.

## Mythologie
Selon Pausanias, la ville tiendrait son nom de la nymphe Thisbé. Elle est citée par Homère dans le Catalogue des vaisseaux.

## Histoire
Dans l'antiquité, la cité fut un des membres de la confédération béotienne.
Le village moderne de Kakossi (Κακόσι), situé à l'emplacement présumé du site antique, fut rebaptisé Thisbé (Θίσβη, Thisvi) en 1915. Dans le cadre du programme Kallikratis, la municipalité dont il était le siège a fusionné avec d'autres en 2010 pour former la nouvelle « municipalité des Thébains ». 